# Thánh thất Cao Đài
Thánh thất Cao Đài hay Thánh thất là tên gọi để chỉ nơi thờ tự của đạo Cao Đài.

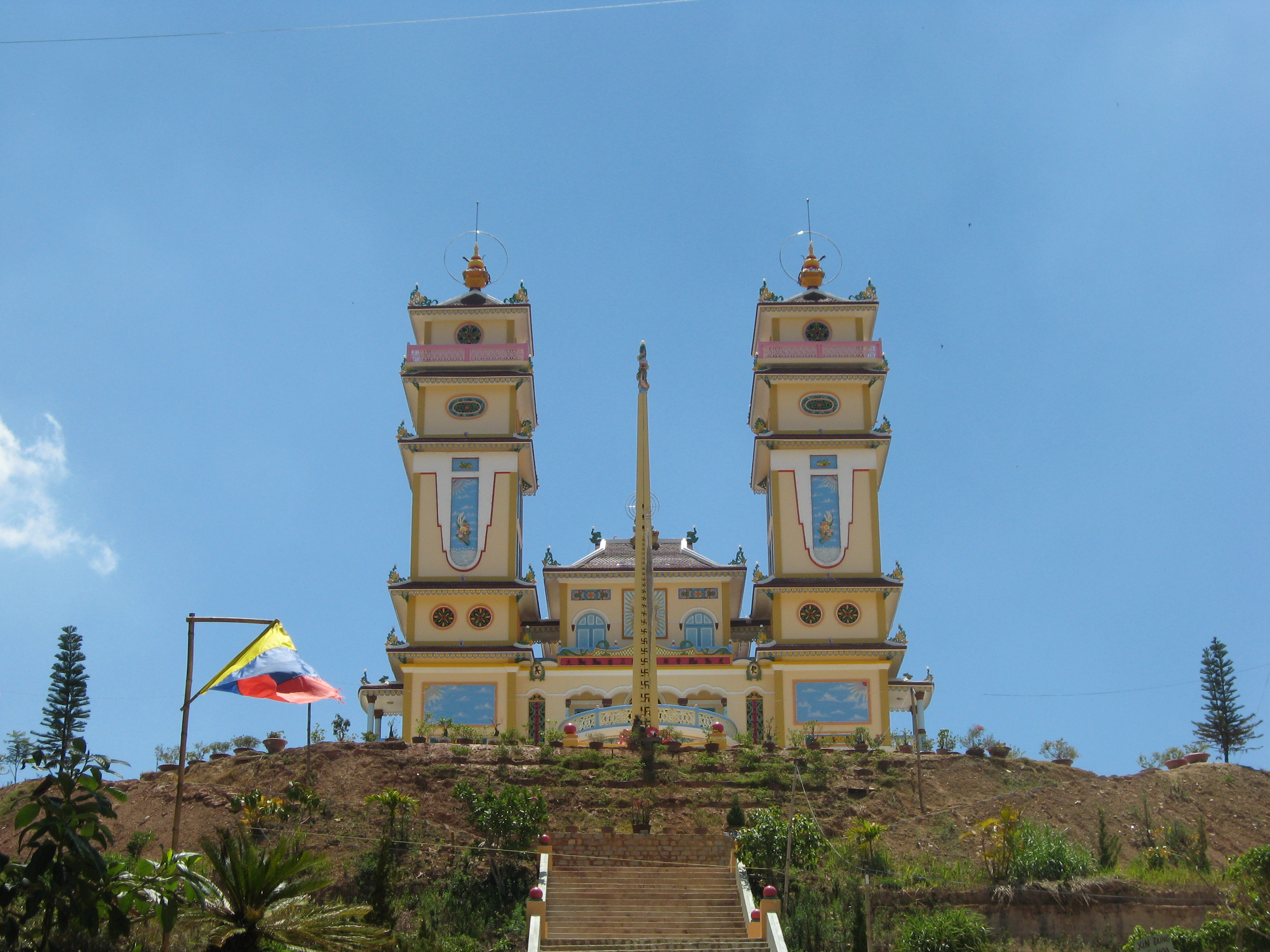
Thánh thất Đa Phước, Đà Lạt

## Ý nghĩa
Theo giải nghĩa của đạo Cao Đài thì Thánh thất có nghĩa là nhà thờ Đức Chí Tôn (Đấng Cao Đài) và các Đấng Thần, Thánh, Tiên, Phật. Hay còn gọi là ngôi nhà của chư Thánh.
Tại mỗi Tộc đạo (Họ đạo) đều phải xây dựng một Thánh thất để làm đền thờ Đức Chí Tôn, và làm nơi tín ngưỡng cho bổn đạo địa phương. Phía sau Thánh thất là một tòa nhà gọi là Thiên Phong đường có nghĩa là ngôi nhà của chư Chức sắc Thiên Phong, nơi đây có lập bàn thờ Cửu Huyền Thất Tổ chung, và làm văn phòng cho Đầu Tộc đạo nam nữ là những vị Chức sắc Cao Đài nam nữ được Hội Thánh Cao Đài bổ nhiệm về cai quản tín đồ và các công việc của Đạo trong một Tộc đạo Cao Đài, và Chức việc Bàn Trị Sự. Hai bên Thiên Phong đường là Đông lang và Tây lang dùng làm nơi sinh hoạt cho các ban bộ và tín đồ.

## Kiến trúc

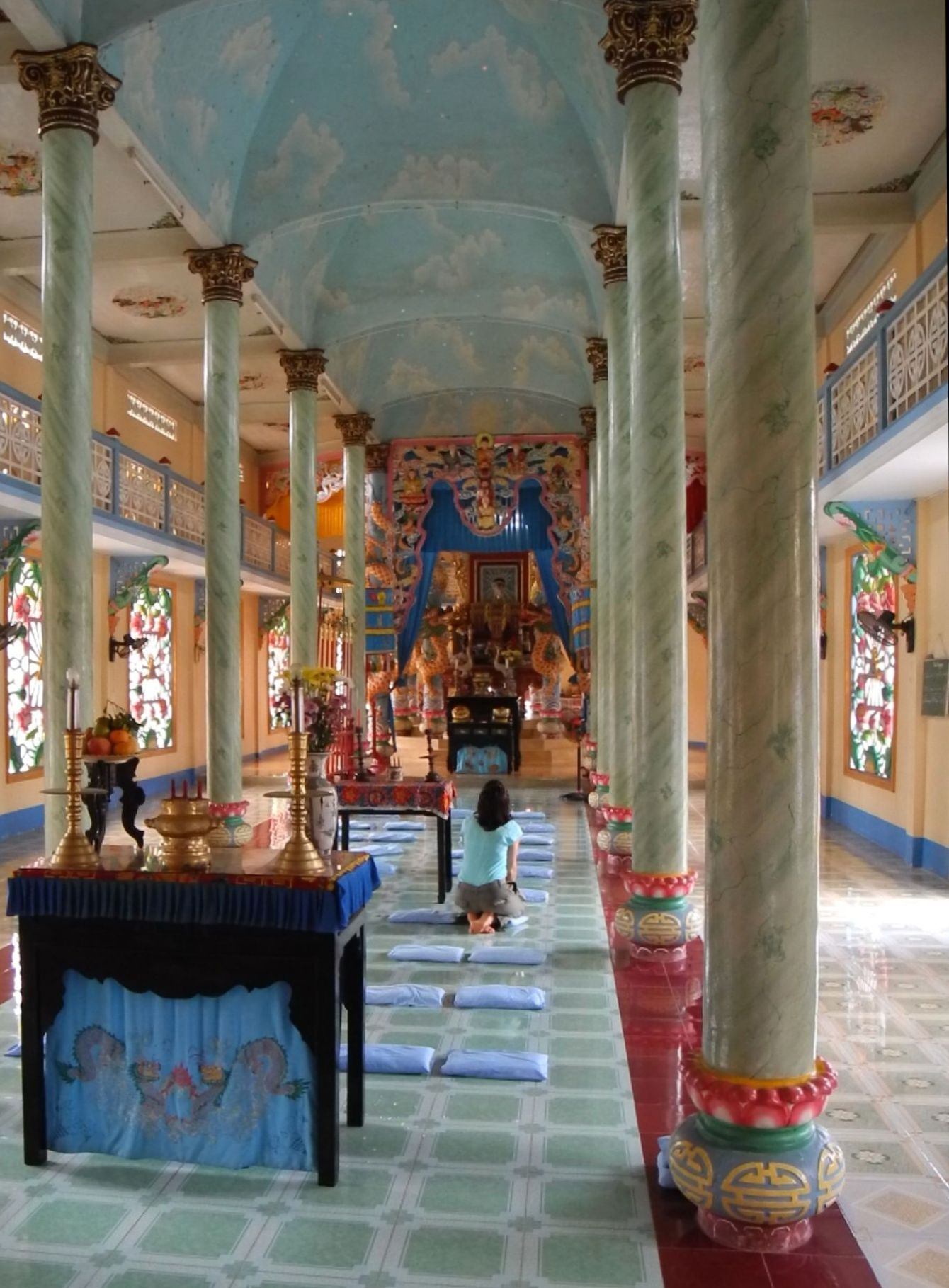
Chánh điện của một Thánh thất Cao Đài (hình tại Thánh thất Mỹ Tho).

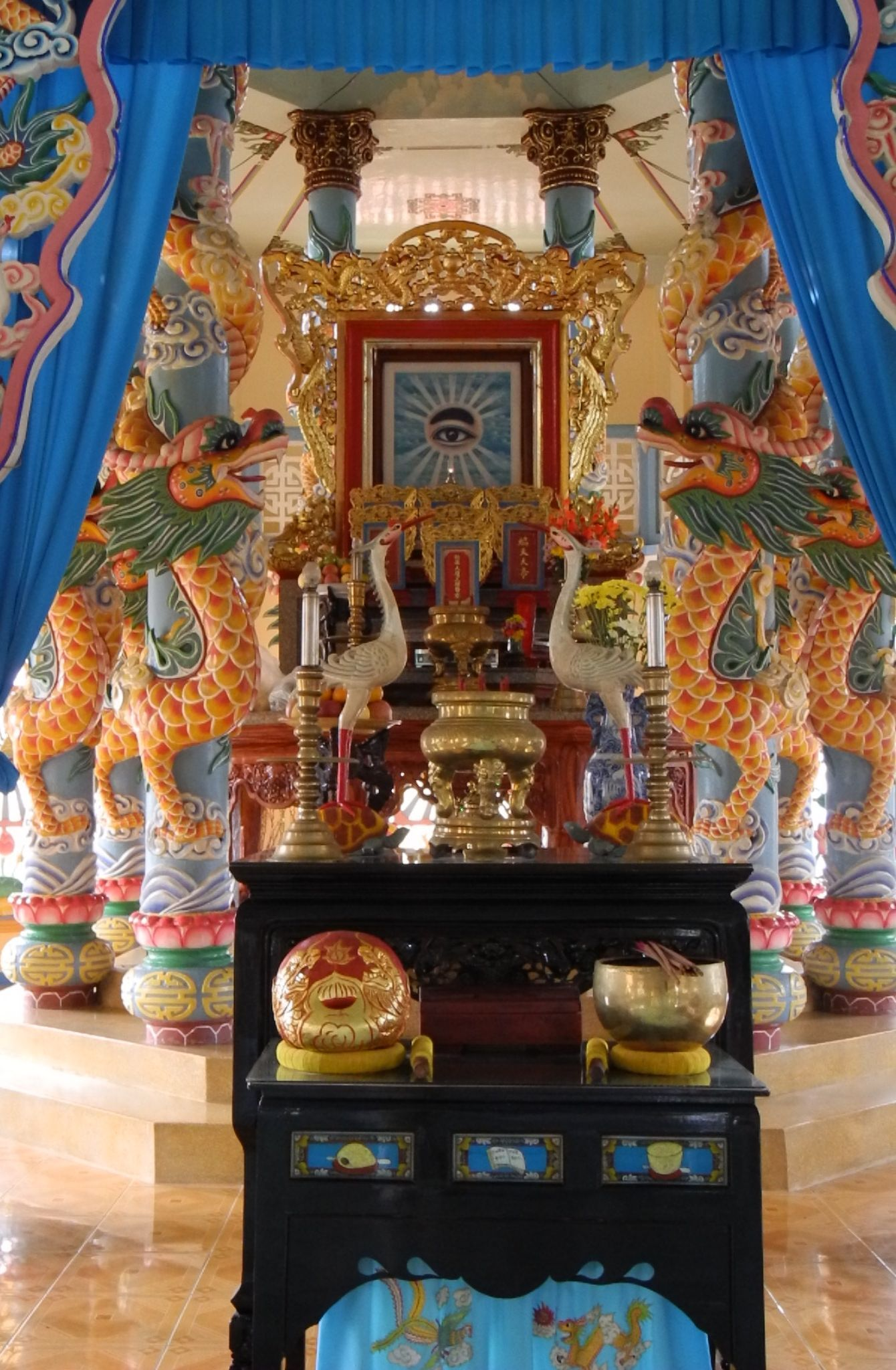
Gian thờ chính của một Thánh thất Cao Đài.

Thánh thất được xây cất theo kiểu mẫu của Tòa Thánh Tây Ninh, nhưng nhỏ hơn và đơn giản hơn.
Ban Kiến Trúc tại Tòa Thánh có lập sẵn các họa đồ xây cất Thánh thất theo 6 mẫu: mẫu số 2 (lớn nhất), mẫu số 3 và mẫu số 4 (trung bình), mẫu số 5 và 6 (nhỏ nhất).
Tộc đạo Cao Đài nào muốn xây dựng Thánh thất thì trước hết phải xin phép Chính quyền địa phương. Sau đó lên Tòa Thánh, đến Ban Kiến Trúc lựa chọn mẫu họa đồ nào thích hợp với diện tích đất của Tộc đạo, đồng thời xin Hội Thánh cho công thợ chuyên môn xuống địa phương xây dựng, và trang trí cho đúng theo quy cách thống nhất mà Hội Thánh quy định.
Năm 1970, Hội Thánh Cao Đài Tòa Thánh Tây Ninh ban hành Bảng quy định trang trí nội ngoại dung Thánh thất tân tạo địa phương gồm 14 điều quy định như sau:
1. Thánh thất địa phương cất theo kiểu duy nhứt về hình thức bên ngoài bản đồ số 3 của Hội Thánh Lưỡng Đài đã chấp thuận trong Vi Bằng số 9 ngày 4 tháng 3 năm Canh Tuất (dl 9 tháng 4 năm 1970) nhưng lớn nhỏ tùy theo châu vi phần đất. Còn việc trang trí nội dung, toàn Hội đề nghị những chi tiết ghi chú nối tiếp sau đây:
2. Chấp thuận cho đắp hình Di Lạc trên nóc Hiệp Thiên Đài.
3. Chấp thuận cho đắp hình Ông Thiện và Ông Ác như ở Đền Thánh.
4. Không chấp thuận đắp hình Quyền Giáo Tông và Bà Nữ Đầu Sư ở các Thánh thất.
5. Không chấp thuận đắp hình: Sĩ, Nông, Công, Thương, Ngư, Tiều, Canh, Mục trên bao lơn đài, chỉ được vẽ bông y trong họa đồ.
6. Chấp thuận có hình Tam Thánh cũng như ở Đền Thánh, nhưng phải vẽ cho giống.
7. Nơi ngai Hộ pháp, chỉ thờ chữ Khí, không được đắp Thất đầu xà và hình tượng Hộ pháp và Thượng Phẩm như ở Đền Thánh.
8. Không chấp thuận đắp cột rồng và làm 9 nấc Cửu Trùng Đài như ở Đền Thánh, chỉ được làm plafond dù không có hình lục long.
9. Hai bên hông Cửu Trùng Đài đắp hình chữ THỌ, không được đắp hình Thiên Nhãn và bông sen như ở Đền Thánh.
10. Trên diềm Bát Quái Đài đắp bông dây, không được đắp hình Tam giáo, Tam trấn, Bát Tiên và Thất Thánh.
11. Chấp thuận cho đắp cột rồng ở Bát Quái Đài mà thôi.
12. Không chấp thuận hai bên hông đắp hình Kim Mao Hẩu như ở Đền Thánh.
13. Trên nóc Thánh thất làm y trong họa đồ, không có hình Long mã và ba vị Cổ Phật.
14. Không chấp thuận mái hiên chung quanh Thánh thất đắp dây nho, chỉ làm y theo họa đồ.
Nếu nơi nào bất tùng luật lịnh nầy, Hội Thánh Tòa Thánh Tây Ninh không nhìn nhận Thánh thất đó và rút giấy phép không cho làm Lễ Khánh thành.

## Thánh thất nổi tiếng
- Thánh thất Đa Phước: phường 11, Thành phố Đà Lạt, tỉnh Lâm Đồng
- Thánh thất Sài Gòn: 891 đường Trần Hưng Đạo, phường 1, Quận 5, Thành Phố Hồ Chí Minh
- Thánh thất Mỹ Tho: 85 phố Lý Thường Kiệt, phường 4, Thành phố Mỹ Tho, tỉnh Tiền Giang
- Thánh thất Lệ Trung: 17B đường Wừu, phường Ia Kring, Thành phố Pleiku, tỉnh Gia Lai
- Thánh thất Trung Hội: 93 đường Nguyễn Viết Xuân, phường Hội Phú, Thành phố Pleiku, tỉnh Gia Lai
- Thánh thất An Khê: Tân Lập 1, phường Ngô Mây, Thị xã An Khê, tỉnh Gia Lai
- Thánh thất Quảng Yên:Khu 1, phường Yên Giang, Thị xã Quảng Yên, tỉnh Quảng Ninh.
- Thánh thất Hạ Long: 394 đường Hùng Thắng, tổ 9C, khu phố 3, phường Hùng Thắng, Thành phố Hạ Long, tỉnh Quảng Ninh.
- Thiên Bàn Hoành Bồ: Phường Hoành Bồ, Thành phố Hạ Long, tỉnh Quảng Ninh.
- Thánh thất Cẩm Phả: Phường Cẩm Tây, Thành phố Cẩm Phả, tỉnh Quảng Ninh.
- Thánh thất Hải Phòng: 9/28 phố Chu Văn An, phường Lê Lợi, quận Ngô Quyền, Hải Phòng.
- Thánh thất Phúc Đức: Thôn Phúc Đức, xã Sài Sơn, huyện Quốc Oai, Hà Nội.
- Thiên Bàn Phú Duy: Thôn Phú Duy, xã An Tiến, huyện Mỹ Đức, Hà Nội.
- Thánh thất Đặng Giang: Thôn Nam Hòa, xã Hòa Phú, huyện Ứng Hòa, Hà Nội.
- Thánh Thất Vĩnh Lợi: 41c đường Hùng Vương, Phường Phú Hội, Thành phố Huế

## Hình ảnh

Một vài Thánh thất tiêu biểu
Thánh thất Mỹ Tho
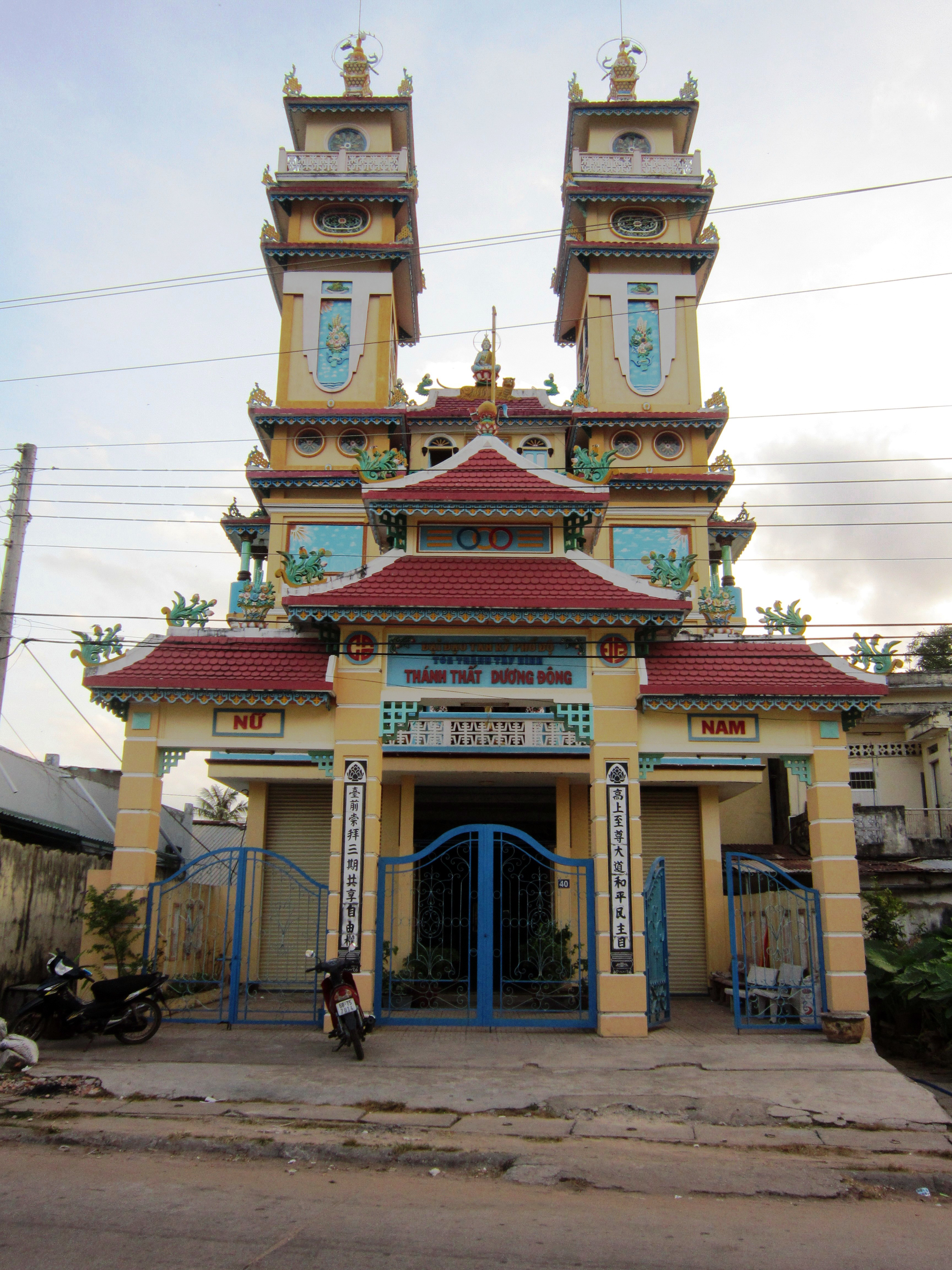
Thánh thất Dương Đông - Phú Quốc
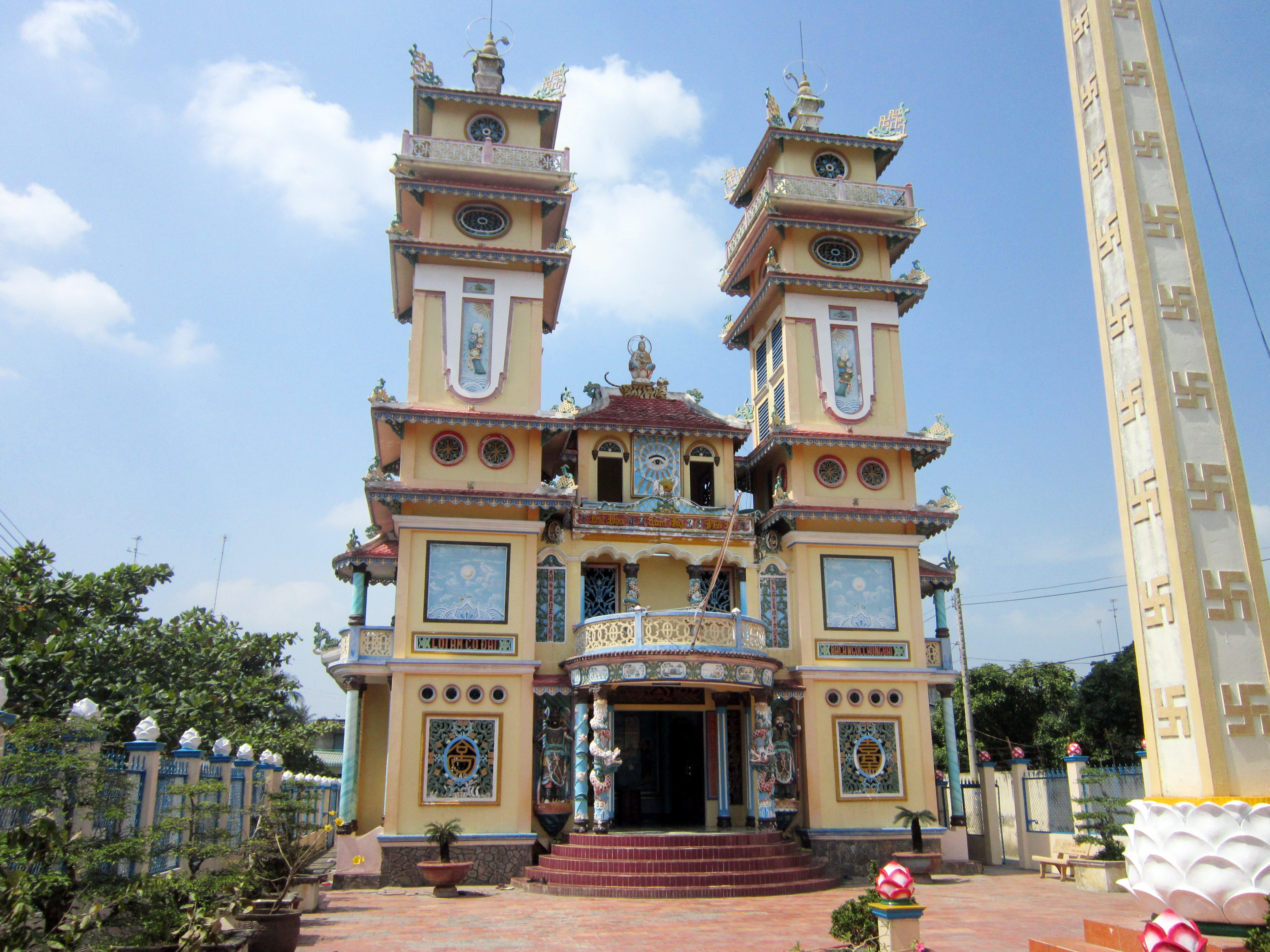
Thánh thất Cái Bè
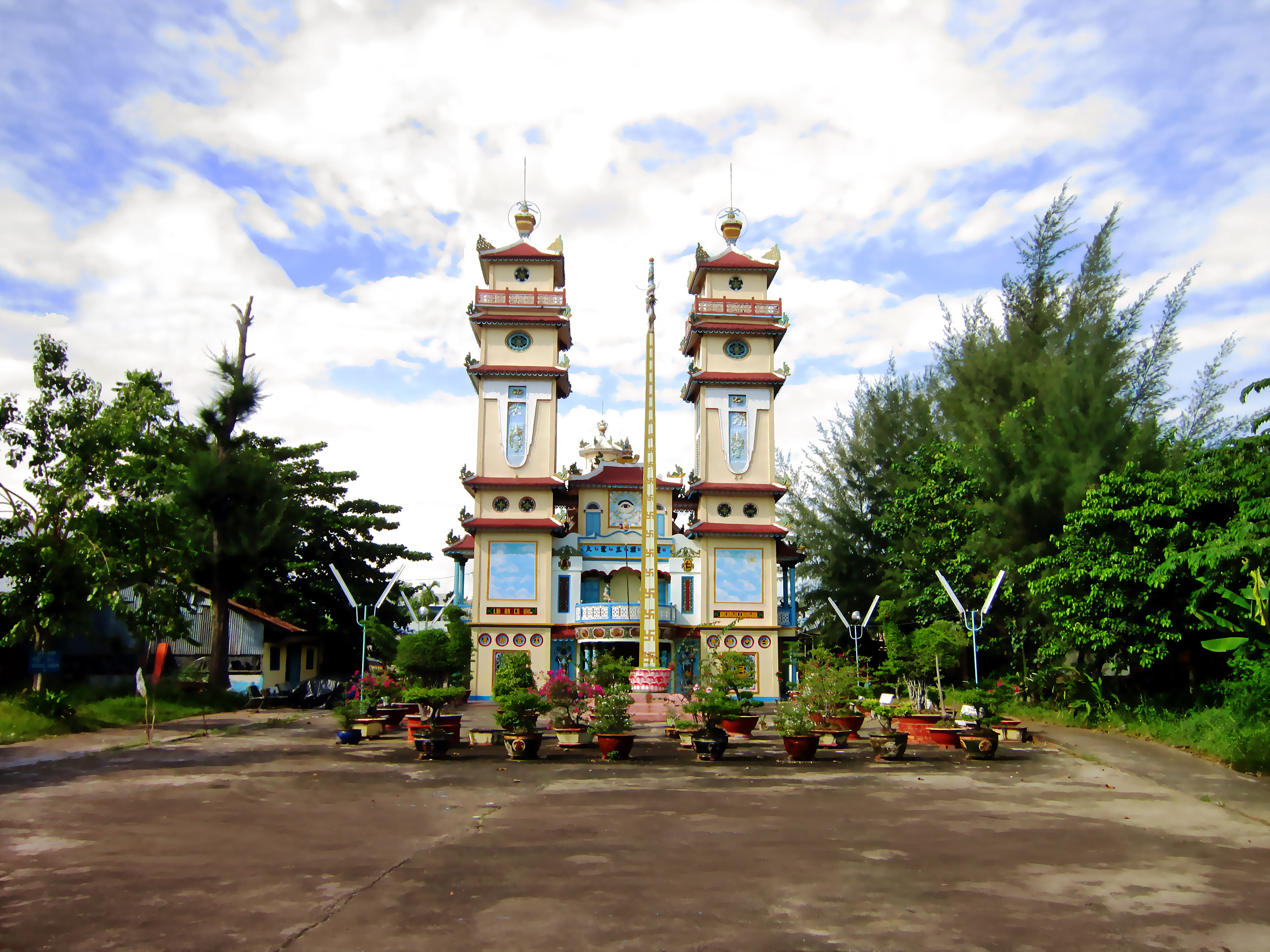
Thánh thất Long Xuyên
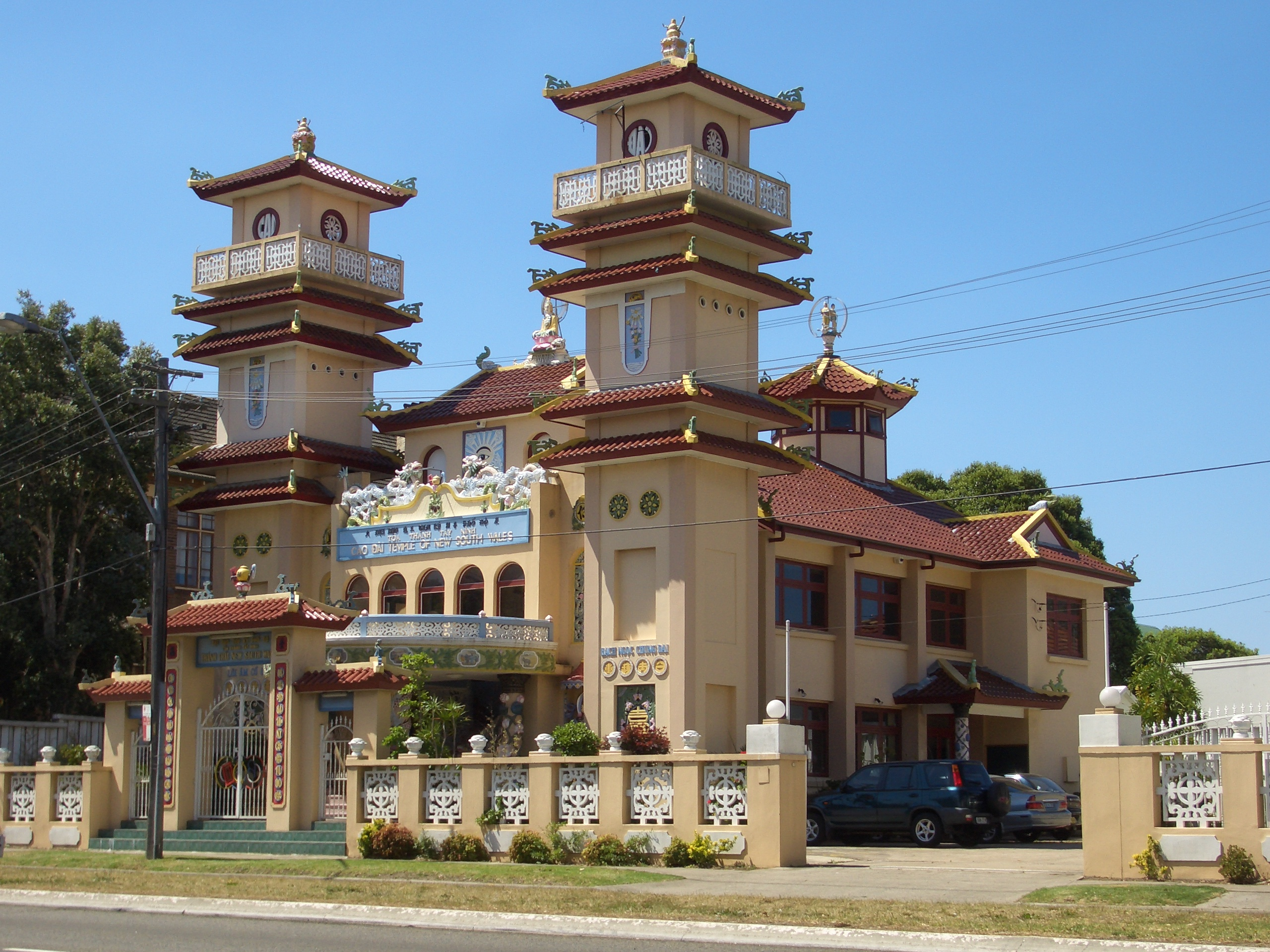
Thánh thất New South Wales - Úc
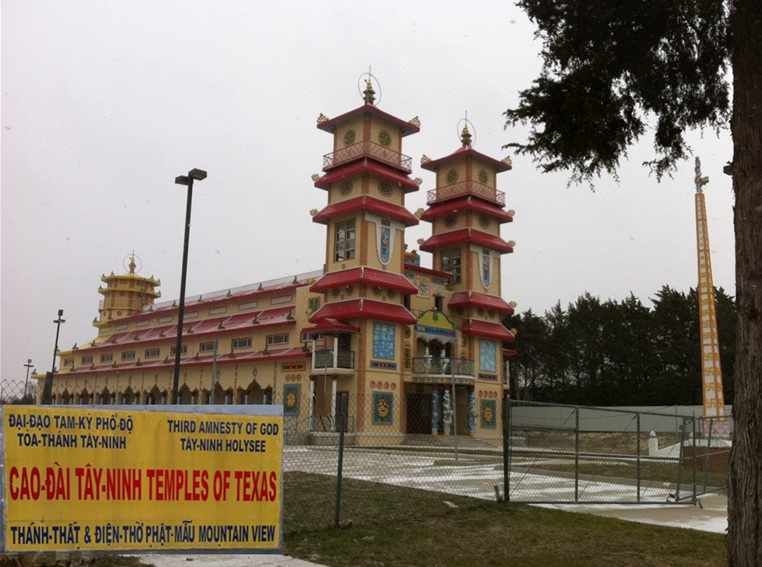
Thánh thất tại Dallas - Mỹ